# Shkëmb Miftari
Shkëmb Miftari (* 1. August 1993 in Freyung) ist ein deutsch-kosovarischer Fußballspieler.

## Karriere
In seiner Jugend spielte Miftari für Wacker Burghausen und den VfB Stuttgart. 2012 wechselte er zur zweiten Mannschaft des VfL Wolfsburg. In der folgenden Spielzeit löste der Stürmer seinen Vertrag beim VfL auf und wechselte zur zweiten Mannschaft der Stuttgarter Kickers in die Oberliga Baden-Württemberg. Sein Profidebüt in der ersten Mannschaft der Kickers gab er am 19. Oktober 2013, als er beim 2:0-Heimsieg gegen Hansa Rostock eingewechselt wurde. Im Februar 2015 löste er seinen Vertrag bei den Kickers auf und wechselte für die Rückrunde zum Regionalligisten SV Waldhof Mannheim. Bei den Stuttgarter Kickers hatte er 21 Partien in der 3. Liga absolviert, alle per Einwechslung. Im Sommer 2015 verpflichtete ihn der Landesligist Calcio Leinfelden-Echterdingen, mit dem er 2016 in die Verbandsliga aufstieg. In der Winterpause der Saison 2017/18 wechselte er zur zweiten Mannschaft des FC Schalke 04. Nach einer Spielzeit in Gelsenkirchen kehrte er zu den Stuttgarter Kickers zurück in die Oberliga Baden-Württemberg.